# 武爾圖雷什蒂鄉 (瓦斯盧伊縣)
46°49′N 27°32′E / 46.817°N 27.533°E
武爾圖雷什蒂鄉（羅馬尼亞語：Comuna Vulturești, Vaslui），是羅馬尼亞的鄉份，位於該國東北部，由瓦斯盧伊縣負責管轄，面積39平方公里，海拔高度130米，2007年人口2,426，人口密度每平方公里62人。